# Joy Division
Joy Division fue una banda de post-punk inglesa, formada en 1976 en Salford, Gran Mánchester. Originalmente llamada Stiff Kittens, la banda estuvo formada por Ian Curtis, Bernard Sumner, Peter Hook y Stephen Morris.
Joy Division evolucionó de sus influencias punk rock iniciales (de acuerdo con el crítico musical Jon Savage, "no era punk, pero estaba directamente inspirada por su energía") para posteriormente desarrollar un sonido y un estilo del cual fue pionero, llamado post-punk, junto con bandas como Siouxsie And The Banshees y The Cure, pues no solo poseían un sonido siniestro, sino que sus letras estaban obsesionadas con la desesperación y la muerte, productos de la epilepsia que padecía Curtis.
Su EP debut, An Ideal for Living, atrajo la atención de Tony Wilson, una personalidad de la televisión de Mánchester. El álbum debut de Joy Division, Unknown Pleasures, fue lanzado en el sello discográfico de Wilson, Factory Records, y provocó la aclamación de la crítica británica. Curtis se vio afectado por la depresión y por problemas personales, incluyendo la disolución de su matrimonio y sus agudas crisis de epilepsia. El cantautor encontraba cada vez más difícil presentarse en vivo y a menudo tenía convulsiones durante sus espectáculos.
En mayo de 1980, en la víspera de la primera gira de la banda por los Estados Unidos y abrumado por problemas, Curtis se suicidó ahorcándose, a los veintitrés años. Joy Division lanzó póstumamente su segundo álbum, titulado Closer (1980), y el sencillo «Love Will Tear Us Apart» se convirtió en su lanzamiento más exitoso en los rankings. Después de la muerte de Curtis, los miembros restantes de la banda formaron New Order.

## Historia

### 1976: Formación pre-Warsaw
Inspirados por la presentación de los Sex Pistols en el Manchester Lesser Free Trade Hall, el 20 de julio de 1976, Bernard Sumner y Peter Hook formaron un grupo junto a su amigo Terry Mason. Sumner compró una guitarra, Hook compró un bajo y Mason una batería. El grupo colocó un anuncio en una tienda de discos de Mánchester, reclutando así a Ian Curtis como cantante. Curtis conocía a Sumner, Hook y Mason de presentaciones previas, ya que también estuvo esa noche en el público del concierto de los Sex Pistols junto a su esposa, Deborah. Richard Boon y Pete Shelley, respectivos mánager y guitarrista del grupo punk Buzzcocks, sugirieron el nombre Stiff Kittens para el grupo. Aunque el nombre Stiff Kittens apareció en algunos panfletos de presentaciones, al grupo nunca le agradó ni lo aceptó oficialmente.

### 1977: Formación Warsaw
Debido a que carecía de confianza en sus capacidades como batería, Mason abandonó el grupo el día anterior a la primera presentación en el Electric Circus para transformarse en el representante del grupo. Para la ocasión, fue reemplazado por Tony Tabac. Momentos antes de aquella presentación junto a Buzzcocks y a Penetration el 29 de mayo de 1977, el grupo cambió su nombre a Warsaw, en homenaje a la canción de David Bowie y Brian Eno, llamada «Warszawa». Cinco semanas después, tras seis presentaciones, Tabac fue reemplazado por el baterista del grupo punk The Panik, Steve Brotherdale. Grabaron Warsaw Demo el 18 de julio de 1977, cinta que contenía cinco crudas canciones de punk.
Después del demo, Brotherdale fue despedido de una manera extraña: mientras todo el grupo iba en una camioneta, le pidieron que bajara a revisar los neumáticos de las llantas porque se sentían bajas. Al bajar a revisar, el coche aceleró y se fue sin él. Stephen Morris fue contratado como reemplazante de Brotherdale tras ver un anuncio en la ventana de una tienda de música. Fue contratado en primera instancia puesto que Curtis recordaba haber asistido al mismo colegio que Morris. Curtis era dos años mayor que Morris. En comparación con los baterías anteriores, Morris encajó bien con los tres miembros restantes.
La música y el género musical del grupo se empezó a definir por este periodo. Las sesiones grabadas en diciembre de 1977 comenzaron a sonar de manera muy distinta al sonido producido en Warsaw Demo.

### 1978: Formación Joy Division y Tony Wilson

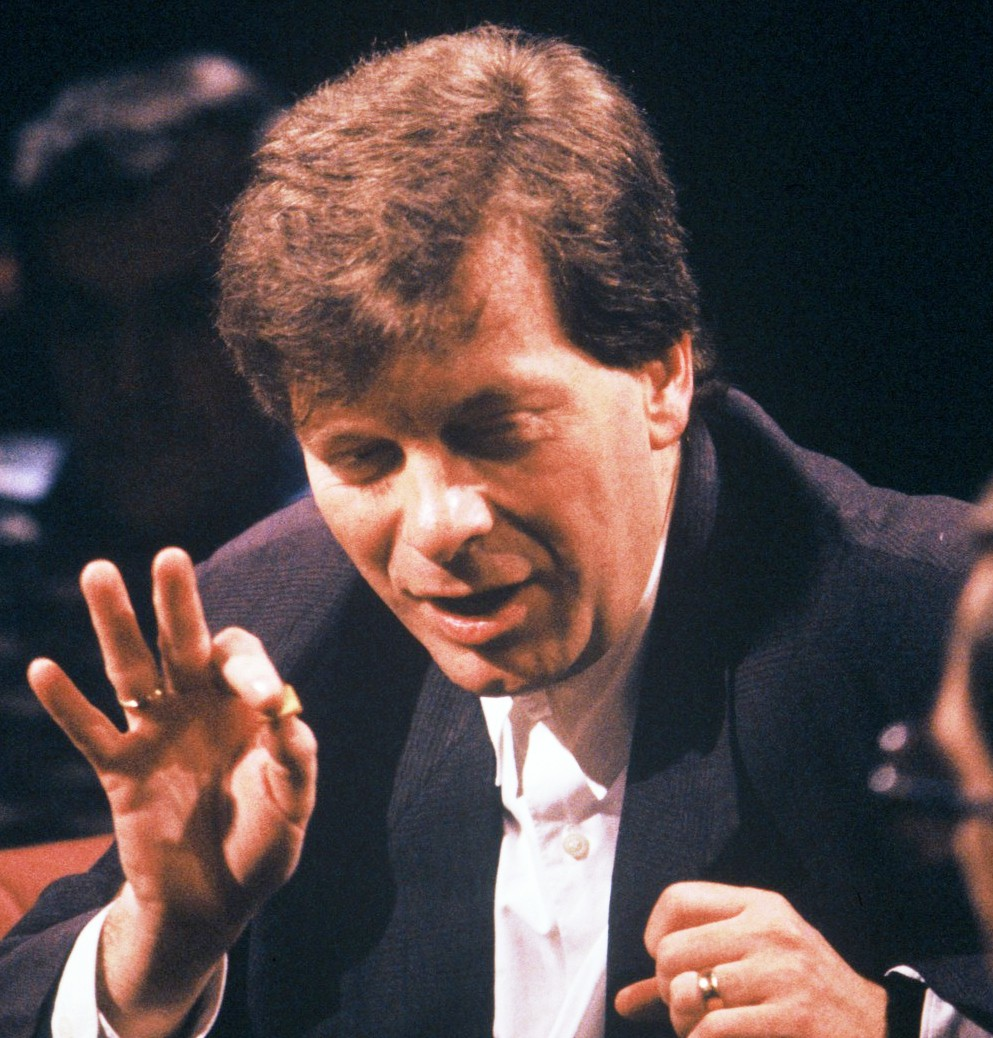
El popular presentador de la BBC, Tony Wilson, fue la persona que llevó a la fama a Joy Division.

A comienzos de 1978, para evitar la confusión con el grupo de punk de Londres llamado Warsaw Pakt, Warsaw cambió su nombre a Joy Division. Este nombre, que contrasta con su verdadera traducción de «División Alegría», hace referencia al grupo de mujeres judías usadas como esclavas sexuales en los campos de concentración nazi, representadas en la novela La casa de las muñecas (1955) de Ka-Tzetnik 135633. Aunque la elección del nombre fue de una manera más reflexiva que una forma de luchar contra los tabúes, esta elección, junto con la adopción por parte de Sumner del apellido Albrecht, acumularon en el grupo una serie de críticas de perceptible insensibilidad. Incluso fueron perseguidos por acusaciones de neonazismo, algo que negaron con vigor.
El primer show de Joy Division fue en el Pip's, Mánchester, el 24 de enero de 1978. El tres y cuatro de mayo de ese año, grabaron para el sello RCA el material de su primer disco. Sin embargo, el productor John Anderson, creyendo que el punk no duraría mucho y sin el consentimiento de los músicos, llenó la grabación de sintetizadores en la mezcla final. La banda estuvo completamente en desacuerdo con esto y el disco nunca fue editado —aunque se convertiría en uno de los bootlegs más conocidos del grupo—. Poco después, Rob Gretton reemplazó a Terry Mason como manager.
Tony Wilson fundó el sello discográfico Factory Records, discográfica con la que el 18 de mayo de ese mismo año firmó contrato con Joy Division. Wilson rellenó dicho contrato con su propia sangre.[cita requerida]
El 9 de junio, Joy Division tocó junto con otras bandas en la apertura del club The Factory de Tony Wilson. El artista Peter Saville diseñó el póster del evento conocido como FAC 1!!. El 27 de diciembre, hicieron su primera actuación en Londres en el Hope And Anchor de Islington frente a alrededor de 30 personas. Este fue, además, el primer concierto por el que cobraron entrada.[cita requerida]

### 1979:Unknown Pleasuresy Martin Hannett
El 14 de febrero de 1979 Joy Division tocó en la BBC, donde grabaron varios temas para el conocido programa de John Peel. Posteriormente sería conocido (y editado) como The 1st Peel Session. Esto les dio bastante publicidad, y en marzo de ese mismo año tocaron como teloneros de The Cure en el Marquee de Londres. En abril de 1979 graban Unknown Pleasures (Placeres Desconocidos en español), la producción fue de Martin Hannett y el diseño de la portada lo realizó Peter Saville. Ambos continuarían trabajando con Joy Division y, posteriormente, con New Order. El disco tuvo muy buenas críticas y vendió bien. A pesar del éxito y las ofertas de sellos grandes, Joy Division decidió quedarse en Factory para poder tener control sobre su música. En noviembre de 1979, la Warner Bros. americana les ofreció un millón de dólares para distribuir su disco en Estados Unidos y hacer algunos vídeos. Nunca respondieron a esta iniciativa y su actitud sería similar cuando, en mayo de 1980, se repitió la oferta en términos más favorables para la banda.
El 31 de agosto de 1979, reunieron a 1200 personas en el Electric Ballroom, Londres, la mayor audiencia que tuvo la banda. El 15 de septiembre aparecieron en la televisión en el programa Something Else, de la BBC —antes habían aparecido un par de veces en Granada TV—. Los violentos movimientos del cantante durante «Transmission» y «She's Lost Control» impresionaron a la audiencia. Pronto llamarían la atención por otras razones. Curtis sufría de epilepsia y con frecuencia tenía convulsiones, espasmos y hasta pérdida del conocimiento. El 26 de noviembre, grabaron por segunda vez con John Peel —The 2nd Peel Session—. Una de las canciones era «Love Will Tear Us Apart» que pronto se convirtió en un clásico de la banda y una de las más conocidas canciones "no grabadas" de Inglaterra: hasta el 10 de abril de 1980, en que fue editada como sencillo, solo era posible oírla en los conciertos.
En diciembre de ese mismo año, iniciaron una breve gira por Europa que se prolongó hasta enero y durante el cual terminó el affaire de Ian con Annik Honore, una fanática de origen belga, que había empezado un par de meses antes. De esta gira es famoso el concierto en el club Paradiso de Ámsterdam. No solo porque en el tocaron dos sets consecutivos con un total de 17 canciones, sino también por ser otro de los discos piratas más famosos de la banda. En marzo de 1980, la revista Sordide Sentimental editó un disco de siete pulgadas llamado Licht Und Blindheit, del que se editaron 1.578 discos numerados sin silencios entre las canciones. Fue una producción de Martin Hannett que incluía las canciones «Dead Souls» y «Atmosphere», que Joy Division había grabado en octubre del año anterior.

### 1980: Suicidio de Ian Curtis yCloser

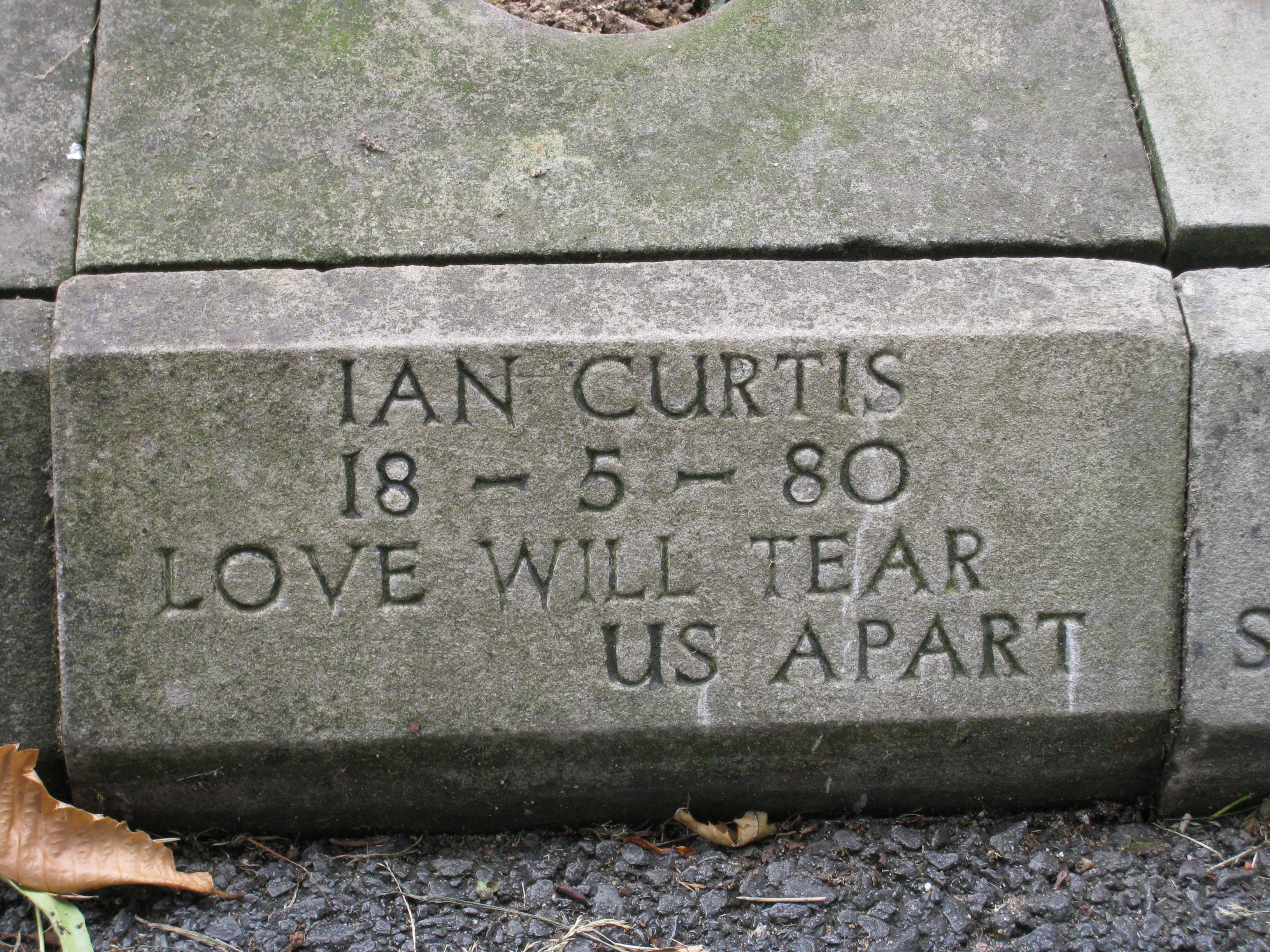
Epitafio en la tumba de Ian Curtis, donde figura su más célebre frase: «Love will tear us apart».

En marzo de 1980, grabaron el material de su segundo disco, Closer y el sencillo «Love Will Tear Us Apart». El tratamiento médico de Curtis no ayudaba y su condición general parecía agravarse a medida que la agenda de la banda aumentaba. Sus ataques continuaban, incluso en escena. Durante un concierto como teloneros de los The Stranglers, perdió el control de sí mismo y derribó la batería. Tres días después intentó suicidarse con una sobredosis de fenobarbital. La noche siguiente debió ser reemplazado en el concierto del Derby Hall por Bury. La gente, que esperaba a Curtis, comenzó un verdadero caos donde no faltaron golpes y botellas volando. Curtis vio todo entre bastidores y no pudo dejar de sentirse responsable.
El 2 de mayo, Joy Division dio su último concierto en Birmingham. Este concierto, la única vez que tocaron «Ceremony», aparecería luego en el disco doble Still. Dos semanas después, iban a partir a Estados Unidos para hacer su primera gira en ese país.
En la mañana del domingo 18 de mayo de 1980, Curtis estaba viendo el filme Stroszek, al terminar el filme puso el disco The Idiot de Iggy Pop y tras escribir una nota a su esposa, se ahorcó en la cocina de su casa, con una cuerda de tender la ropa. Dos meses después, «Love Will Tear Us Apart» alcanzó el Top 20 de los charts británicos, mientras que Closer llegó al Top 10. Cuando parecía que eso era todo y que la carrera de la banda estaba terminada, Sumner, Hook y Morris formaron New Order. El grupo continuaría el camino de Joy Division incorporando otros ritmos y ampliando su horizonte de experimentación, pero manteniendo siempre su independencia y calidad. No puede negarse la influencia de Curtis en este cambio de dirección.

«Ian solía hacernos escuchar los álbumes de Kraftwerk diciendo: "escuchad esto, es algo nuevo, algo fantástico". Tal vez él sabía y nos estaba mostrando el camino».
Bernard Sumner.

## Influencias
Joy Division han referenciado varias formaciones alemanes como Kraftwerk, Can y Neu!. Ian Curtis y su banda tenían la costumbre de esperar a su público antes de cada concierto pasando la totalidad de Trans-Europe Express, de Kraftwerk: Stephen Morris, "El matrimonio hombre-máquina durante el funcionamiento [como por Kraftwerk] es algo fantástico". El periodo Berlín de David Bowie con el álbum Low tuvo un impacto en el grupo. Junto con esto, el rock oscuro de los años 60, con Velvet Underground y The Doors, también inspiró a los músicos de Mánchester. La voz de barítono Curtis ha sido a menudo comparado con el timbre de Jim Morrison. Peter Hook dijo: Siouxsie And The Banshees también eran "una de nuestras mayores influencias [...] de la forma inusual de tocar la guitarra y la batería". Stephen Morris también los citó para el ritmo dirigido por el bajo, "la forma en que el primer baterista Kenny Morris tocaba principalmente toms. [...] Los Banshees tenían ese sonido premonitorio, dibujando el futuro desde la oscuridad del pasado. [...] escuchar las sesiones que habían hecho en el programa de John Peel y leer reseñas de conciertos ", sobre ellos lo inspiró.

## Estilo musical

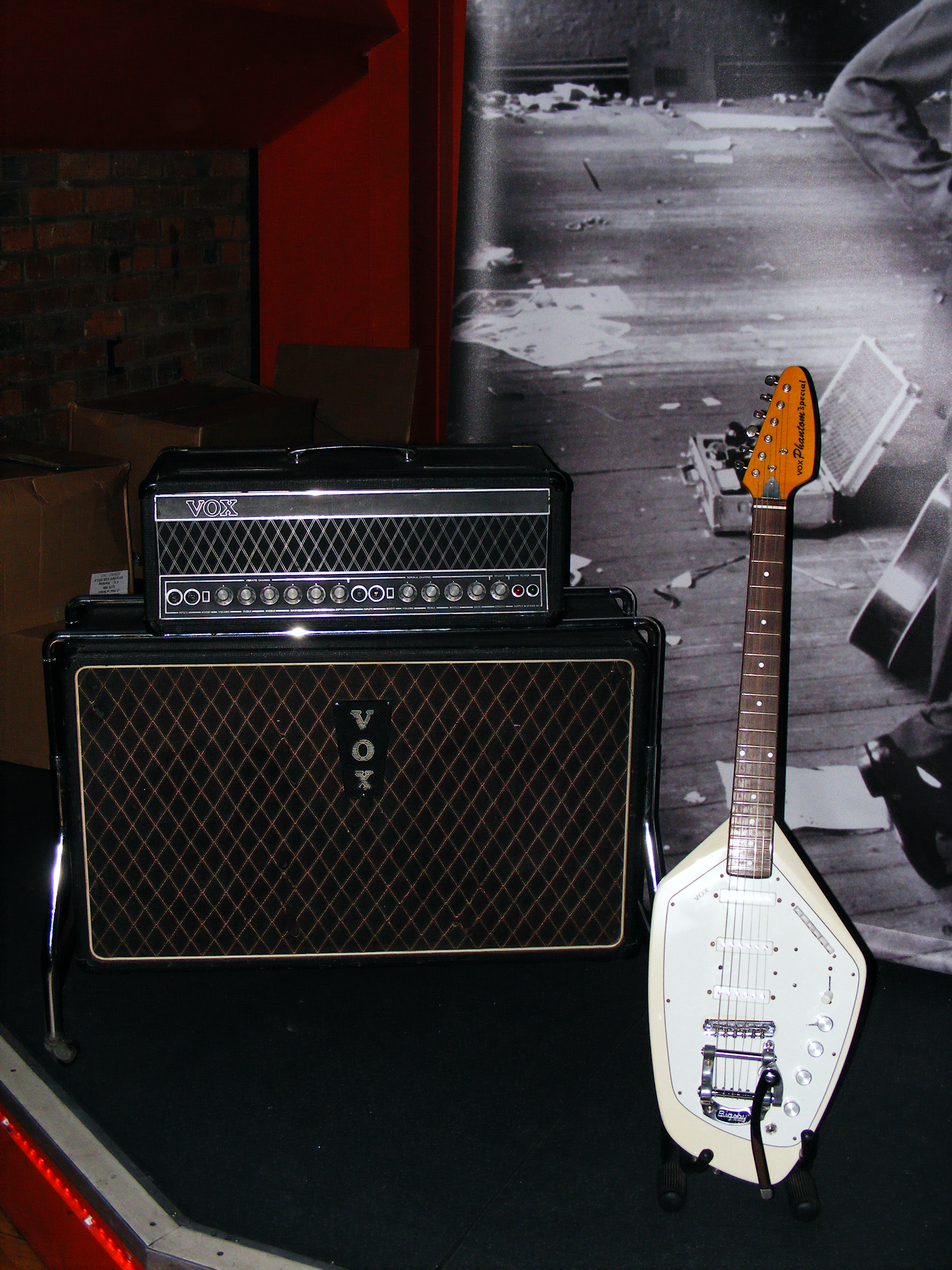
Una exposición de Joy Division con motivo del 30 aniversario del fallecimiento de Ian Curtis en Mánchester, (2010). Aquí se ve el amplificador Vox y la Vox Phantom VI Special originales, que fueron usados por Curtis en sus conciertos.

A Joy Division les tomó tiempo desarrollar su propio sonido. Como Warsaw, la banda practicaba una "forma inclasificable de hard rock con toques punk". El crítico Simon Reynolds aseguraba que "la originalidad de Joy Division se ponía de manifiesto cuando las canciones se volvían más lentas". La música del grupo adoptó un tono "desparramado"; según Reynolds "el bajo de Peter Hook llevaba la melodía, la guitarra de Bernard Sumner rellenaba los huecos del sonido a base de densos riffs y la batería de Stephen Morris parecía rodear el borde de un cráter". Sumner describió el sonido característico de la banda en 1994: 

Joy Division tenía una fórmula, pero nunca trabajábamos de forma premeditada. Salía naturalmente. Yo era el ritmo y los acordes, y Hooky la melodía. Solía tocar su bajo a un volumen alto porque me gustaba distorsionar la guitarra y el amplificador que usaba solo funcionaba al máximo volumen. Cuando Hooky tocaba a un volumen bajo, no se escuchaba. Steve tenía su propio estilo, diferente al de otros bateristas. Para mí, el baterista es el reloj de la banda porque es pasivo: él podía seguir el ritmo de la banda, marcando nuestro propio límite. En vivo, nos manejábamos visualmente viendo a Ian bailar.

En cuanto a las letras agregó: 

Todo el mundo dice que nuestras letras son oscuras y pesadas. Con bastante frecuencia me preguntan por qué. La única respuesta que puedo dar es mi respuesta. El lugar donde vivía de chico, donde tengo mis recuerdos más felices, desapareció. Todo lo que queda es una vieja planta química. Me di cuenta de que nunca iba a poder volver atrás, recuperar esa felicidad. Entonces está este vacío. Para mí, Joy Division era acerca de la muerte de mi comunidad y de mi infancia. Era completamente irrecuperable.

 Con el tiempo, Ian Curtis empezó a cantar con voz suave de barítono, a menudo comparable a la de Jim Morrison de The Doors, una de las bandas preferidas de Curtis.
Sumner ejercía como jefe musical no oficial de la banda, como después en New Order. Mientras que Sumner era el guitarrista principal, Curtis solo tocó la guitarra en unas pocas grabaciones y conciertos. En 1979, adquirió una guitarra de la serie Vox Phantom VI Special que, irónicamente, Curtis odiaba tocar, pero los otros insistían en que lo hiciera. Sumner dijo: "tocaba de una forma estrambótica, pero era lo que nos gustaba, porque nadie más que Ian tocaba de aquella manera". Aunque Sumner usaba una guitarra modelo Shergold Custom Masquerader, durante la grabación de Closer empezó a utilizar sintetizadores hechos por él mismo, y Hook usaba bajos Rickenbacker 4001JG, Yamaha BB1200 o Shergold Marathon entre otros modelos y amplificadores Hiwatt para reforzar la melodía.
El productor Martin Hannett se "dedicó a capturar e intensificar el halo tétrico de Joy Division". Hannett creía que el punk rock era sonoramente conservador por su rechazo a utilizar tecnologías de estudio para crear espacio sonoro. El productor se propuso crear un sonido más desarrollado para los discos del grupo. Hannett dijo: "(Joy Division) Eran un regalo para un productor, porque no seguían directrices, ni argumentos". Hannett separó y limpió desde su mesa los sonidos de los diferentes instrumentos, incluso las distintas partes de la batería de Morris.

## Legado
A pesar de su corta carrera y su estatus de "grupo de culto", Joy Division han ejercido una influencia de largo alcance. John Bush, de Allmusic, dice que Joy Division "se convirtieron en la primera banda del movimiento post-punk en enfatizar no la cólera y la energía, sino el estado de ánimo y la palabra, dando pie al advenimiento de la melancólica música alternativa de los 80".
El oscuro y tenebroso sonido del grupo, que Martin Hannett describió en 1979 como "música de baile con sobretonos góticos", presagiaba el nombre del género rock gótico. Mientras en la música de finales de los 70 el término "gótico" describía originalmente una «atmósfera opresiva», el término fue pronto aplicado a grupos específicos como Bauhaus, que continuaron la estela de Joy Division y Siouxsie And The Banshees. Generalmente, este tipo de bandas adoptaron «líneas de bajo potentes que tomaban un papel importante en la melodía y voces propias de la ópera, teutónicas y profundas al imitar a Jim Morrison o Ian Curtis».[cita requerida]
La evolución musical de Joy Division durante los pocos años que duró la banda, aunque paralela a la de otros grupos contemporáneos (The Fall, Magazine, etc.), es clave para entender lo que sucedería durante los años ochenta. Pasaron del punk al post-punk, y ya en Closer a un proto-tecno que podemos reconocer luego en bandas como Depeche Mode, Human League y otras. La segunda mitad de «Decades», el último tema de Closer, entierra definitivamente toda relación con el punk y anticipa el sonido de New Order.
Joy Division ha influido tanto a bandas coetáneas (U2 y The Cure), como a artistas actuales: Interpol, Bloc Party y Editors. Bono, cantante de U2, ha dejado claro que su grupo siente veneración por Joy Division. En su autobiografía de 2006, U2 by U2 cuenta que «sería difícil encontrar un lugar más oscuro en la música, que el de Joy Division. Su nombre, sus letras y su cantante fueron como la nube más negra que puedas encontrar en el cielo. Percibí esa búsqueda de un Dios, o luz, o una razón de ser. Notas que para él la belleza era verdad y la verdad, belleza y lo suyo era buscar ambas». Artistas como Moby, John Frusciante o You Love Her Coz She's Dead han declarado su estima por la música de Joy Division y la influencia que ha tenido en su trabajo. En 2005, Joy Division fueron incluidos junto con New Order en el UK Music Hall of Fame.

### Ruptura de Peter Hook con el legado de Joy Division

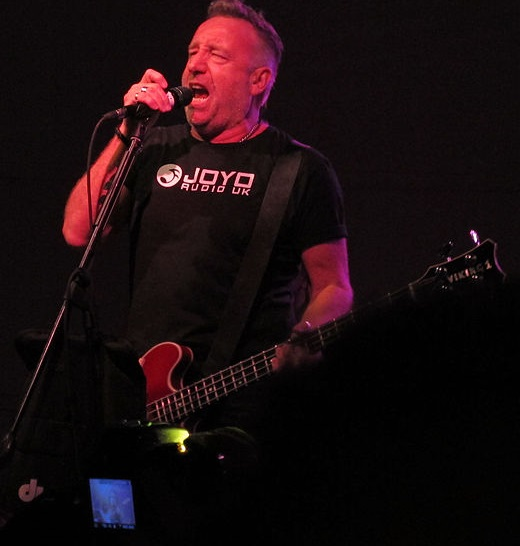
Peter Hook tocando el bajo durante un concierto en 2014.

En 2018, se supo que el bajista original de Joy Division, Peter Hook, se había deshecho de todo su material que aún conservaba de la banda como consecuencia directa de su mala relación desde 2007 con el resto de los miembros originales (Stephen Morris y Bernard Sumner). Hook decidió subastar gran parte de su antiguo material como guitarras, ropa y la entrada del concierto de los Sex Pistols, donde los cuatro miembros decidieron formar Joy Division. Las razones por las cuales Hook decidió deshacerse de todo este material fueron, según el propio artista: 

«He visto la venta de la casa de Ian Curtis, de la mesa de su cocina. La gente se vuelve loca por eso, y yo, soy como el rey en su castillo contando todo su oro. Me di cuenta de que la relación entre nosotros [Sumner y Morris] nunca iba a prosperar, y me aferré a algo por alguna razón equivocada».

## Miembros
- Ian Curtis: vocalista, guitarra, melódica (1976-1980)
- Bernard Sumner: guitarra, teclados, coros, bajo (1976-1980)
- Peter Hook: bajo, coros, guitarra (1976-1980)
- Terry Mason: batería (1976-1977)
- Tony Tabac: batería (1977)
- Steve Brotherdale: batería (1977)
- Stephen Morris: batería, percusión (1977-1980)

## Discografía
Álbumes de estudio
- Unknown Pleasures (1979)
- Closer (1980)

EPs
- An Ideal for Living (1978)
- The Peel Sessions (1979)

## Películas
- Control (2007), del director y fotógrafo Anton Corbijn. Esta película está basada en la biografía escrita por la viuda de Ian Curtis, Deborah Curtis Touching From a Distance. Cuenta la historia de Ian desde 1973 hasta su muerte. Está rodada íntegramente en blanco y negro.
- Existe también la película documental Joy Division de Grant Gee (director) y Jon Savage (periodista y escritor de la misma) lanzado en 2007.
- En la película 24 Hour Party People (2002) de Michael Winterbottom se narra la historia de Factory Records en la que Joy Division e Ian Curtis están presentes.